# 신비아파트 크리스마스 특별편: 할머니의 소원, 북에서 온 밀동귀
《신비아파트 크리스마스 특별편: 할머니의 소원, 북에서 온 밀동귀》은 2020년 12월 24일에 투니버스에서 방영한 대한민국의 애니메이션으로, 신비아파트의 특별편이다. 이 에피소드는 대한민국의 통일부 통일교육원와 협력하여 만들어졌으며 한 노년 여성의 만두 가게를 배경으로 하여 전쟁 당시 사망한 소년의 귀신인 '밀동귀'가 등장한다.